# Leucophyllum texanum
Leucophyllum texanum är en flenörtsväxtart som beskrevs av George Bentham. Leucophyllum texanum ingår i släktet Leucophyllum och familjen flenörtsväxter. Inga underarter finns listade i Catalogue of Life.